# Begraafplaats van Salomé
De Begraafplaats van Salomé is een gemeentelijke begraafplaats in de Franse gemeente Salomé. De begraafplaats ligt iets ten oosten van het dorpscentrum, langs de weg naar Hantay. Naast de begraafplaats ligt het Deutscher Soldatenfriedhof Salomé, een Duitse militaire begraafplaats met meer dan 3500 gesneuvelden.

## Britse oorlogsgraven
Op de begraafplaats bevinden zich twee Britse oorlogsgraven uit de Tweede Wereldoorlog. De twee graven zijn geïdentificeerd en worden onderhouden door de Commonwealth War Graves Commission. In de CWGC-registers is de begraafplaats opgenomen als Salome Communal Cemetery.